# غليندا غراي
غليندا إليزابيث غراي (بالإنجليزية: Glenda Gray)‏ هي طبيبة وعالمة من جنوب أفريقيا متخصصة في رعاية الأطفال وفي طب فيروس نقص المناعة البشرية وحاصلة على أعلى تكريم في جنوب أفريقيا، وهي جائزة مابونغوبوي (الفضية).

## الحياة المبكر
وُلدت غراي في بوكسبرغ في عام 1962. كان والدها عامل منجم وكانت والدتها كاتبة حسابات. كانوا يعيشون في منطقة فقيرة في محافظة في جنوب أفريقيا. لم تكن عائلتها متحفظة، ولكنها كانت راديكالية، واندمجت في المجتمع الأسود. وكانت ترتيب غراي الخامسة من بين ستة أطفال حصلوا جميعهم على درجات جامعية تقريبًا، وحصل ثلاثة منهم على درجات أعلى. ذهب والد غراي إلى الكلية وكان يطمح لأن يصبخح أطفاله بما فيهم غليندا أن يكونوا أطباء. كما كانت غليندا ناشطة في حركة مناهضة للفصل العنصري حيث قامت بحملة ضد فصل المستشفيات في جنوب أفريقيا. ذكرت غراي وجود قطط ميتة مُلقاة على الحديقة الخاصة بهم.

## الحياة المهنية المبكرة
درست غليندا في جامعة ويتواترسراند في عام 1980 لمدة ست سنوات، حيث عملت في وقت لاحق. حظيت غراي بثلاثة أطفال، وعندما كانوا أصغر سنًا، تولت قيادة مجموعة صغيرة في مدرستهم للنظر في مشاكل الإيدز. تروي غراي قصة أن الأمر تحول مجراه في اجتماع ضعيف حضره نيلسون مانديلا. هنّأ مانديلا غراي لعملها مما رفع من أهمية هذا الموضوع وساعدها في الحصول على تمويل من الدولة للعقاقير المضادة للفيروسات.

## الحياة المهنية
شغلت غراي منصب عضو في أكاديمية العلوم في جنوب أفريقيا، وهو شريك أجنبي لمعهد الولايات المتحدة للطب، وهي مؤسسة أبحاث وطنية مصنفة من جنوب أفريقيا، وزميل في الأكاديمية الأمريكية لعلم الأحياء الدقيقة. وتشمل خبرتها البحثية تطوير مبيدات ميكروبية للأمراض المنقولة عن طريق الاتصال الجنسي ولقاحات لفيروس نقص المناعة البشرية. كما شغلت منصب المدير التنفيذي لوحدة بحوث فيروس نقص المناعة البشرية للأطفال (فرو) ومقرها في مستشفى كريس هاني باراغواناث. وقد نشرت البروفيسور غراي أكثر من 200 مقالة علمية؛ كما حصلت على درجة الدكتوراه الفخرية من جامعة سيمون فريزر والتي منحتها إياها في عام 2012.